# Aparato digestivo
El aparato digestivo es el conjunto de órganos encargados del proceso de la digestión, es decir, la transformación de los alimentos para que puedan ser absorbidos y utilizados por las células del organismo. Las funciones que realiza son: transporte de alimentos, secreción de jugos digestivos, absorción de nutrientes y excreción de desechos mediante el proceso de defecación. El proceso de la digestión consiste en transformar los glúcidos, lípidos y proteínas contenidos en los alimentos en unidades más sencillas, gracias a las enzimas digestivas, para que puedan ser absorbidos y transportados por la sangre.

## Descripción general
El tubo digestivo mide aproximadamente 11 metros de longitud, se inicia en la cavidad bucal y termina en el ano. En la boca empieza propiamente la digestión, los dientes trituran los alimentos y las secreciones de las glándula salival los humedecen e inician su descomposición química transformándose en el bolo alimenticio. Más tarde el bolo alimenticio cruza la faringe, sigue por el esófago y llega al estómago, una bolsa muscular de litro y medio de capacidad cuya mucosa segrega el jugo gástrico. En el estómago el alimento es agitado hasta convertirse en el quimo.
A la salida del estómago se encuentra el intestino delgado, que mide seis metros de largo y se encuentra muy replegado sobre sí mismo. En su primera porción o duodeno recibe secreciones de las glándulas intestinales, la bilis procedente de la vesícula biliar (tras ser secretada por el hígado) y los jugos del páncreas. Todas estas secreciones contienen gran cantidad de enzimas que degradan los alimentos y los transforman en sustancias solubles simples como aminoácidos. El tubo digestivo continúa por el intestino grueso, de  más de metro y medio de longitud. Su porción final es el recto, que termina en el ano, por donde se evacuan al exterior los restos indigeribles de los alimentos.

## Estructura anatómica

Capas del tubo digestivo
1. Mucosa
2. Lámina propia de la mucosa
3. Muscularis mucosae
4. Lumen
5. Tejido linfático
6. Conducto de la glándula.
7. Glándula en mucosa
8. Submucosa
9. Glándula en submucosa
10. Plexo submucoso de Meissner
11. Vena
12. Músculo circular
13. Músculo longitudinal
14. Tejido conectivo areolar
15. Epitelio
16. Plexo mientérico de Auerbach
17. Nervio
18. Arteria
19. Mesenterio.

El aparato digestivo está formado por: el tubo digestivo, las glándulas anexas (glándulas salivales, hígado y páncreas) y las vías biliares, incluyendo la vesícula biliar. El tubo digestivo procede embriológicamente del endodermo, al igual que el aparato respiratorio. Comienza en la boca y se extiende hasta el ano. Su longitud en el hombre es de 10 a 12 metros, siendo seis o siete veces la longitud total del cuerpo. En su trayecto a lo largo del tronco, discurre por delante de la columna vertebral. Comienza en la cara, desciende por el cuello y atraviesa las tres grandes cavidades del cuerpo: torácica, abdominal y pélvica. En el cuello está en relación con el conducto respiratorio, en el tórax se sitúa en el mediastino posterior entre los dos pulmones y el corazón, en el abdomen y pelvis se relaciona con los diferentes órganos del aparato genitourinario.

## Histología

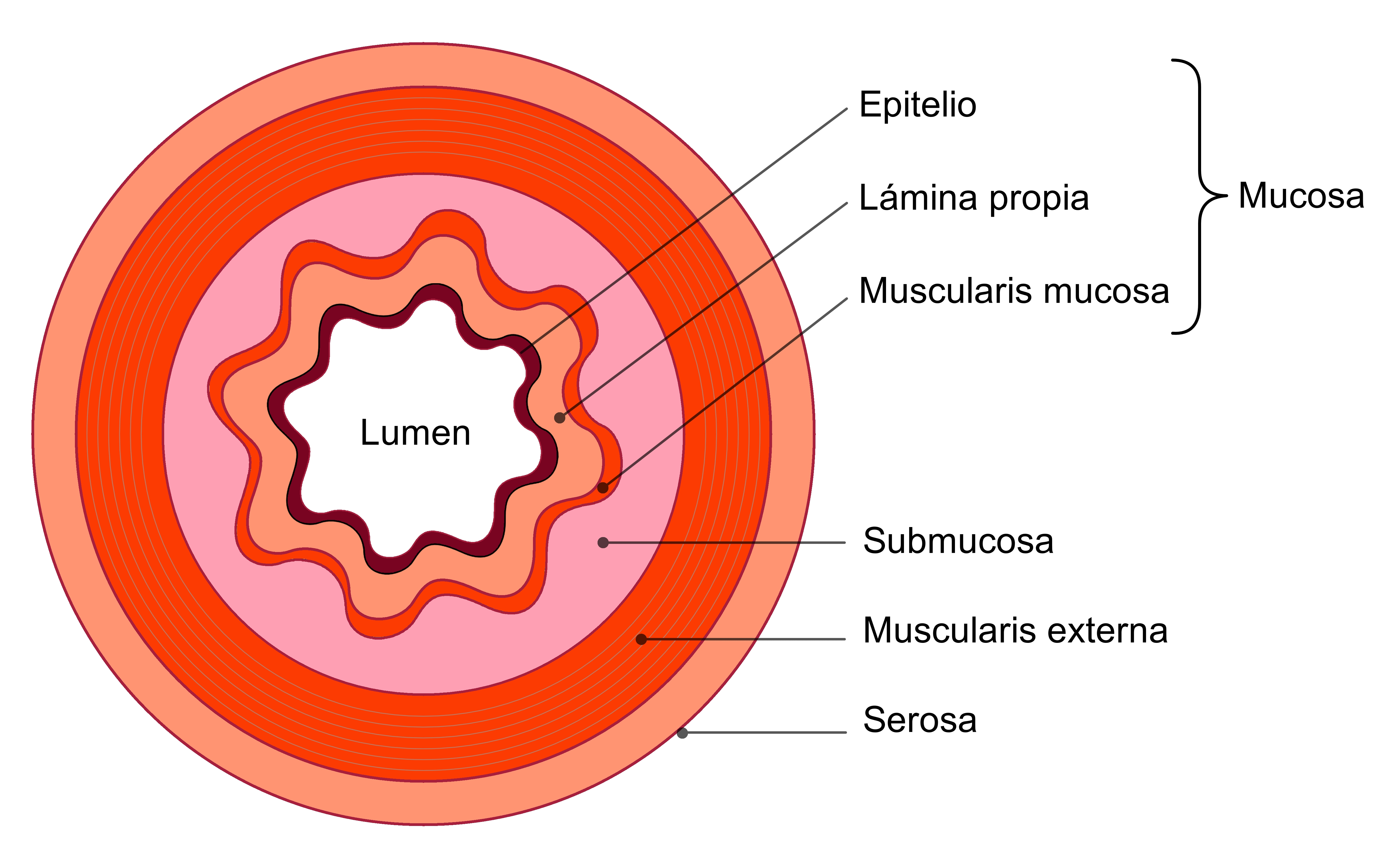
Esquema de la pared del tubo digestivo

Histológicamente, la pared del tubo digestivo está formada por tejidos dispuestos en cuatro capas concéntricas que son de adentro hacia afuera:
1. Capa interna o mucosa. Es el revestimiento interior del tubo digestivo y se encuentra en contacto directo con los alimentos. Está compuesta por una capa de epitelio, una capa de tejido conjuntivo que se llama lámina propia y una capa fina de músculo liso denominada muscularis mucosae. En el epitelio pueden existir glándulas que secretan diferentes sustancias. Por ejemplo las glándulas gástricas situadas en la mucosa del estómago secretan ácido clorhídrico y pepsinógeno para facilitar la digestión.[4]
2. Capa submucosa. Se encuentra debajo de la mucosa y está compuesta de tejido conectivo. Contiene vasos sanguíneos, glándulas y nervios que forman el plexo de Meissner que es un componente del sistema nervioso entérico con la función de controlar la motilidad de la mucosa y la función secretora de las glándulas.
3. Capa muscular externa, compuesta al igual que la muscularis mucosae, por una capa circular interna y otra longitudinal externa de músculo liso (excepto en el esófago, donde hay músculo estriado). Esta capa muscular tiene a su cargo los movimientos peristálticos que desplazan el contenido de la luz a lo largo del tubo digestivo. Entre sus dos capas se encuentra otro componente del sistema nervioso entérico, el plexo mientérico de Auerbach, que regula la actividad de esta capa.
4. Capa serosa o adventicia. Se denomina según la región del tubo digestivo que reviste, como serosa si es intraperitoneal o adventicia si es retroperitoneal. La adventicia está conformada por un tejido conectivo laxo. La serosa aparece cuando el tubo digestivo ingresa al abdomen, y la adventicia pasa a ser reemplazada por el peritoneo.

El grosor de la pared y el aspecto de superficie, que puede ser lisa o no, cambian dependiendo del lugar anatómico. La mucosa puede presentar criptas y vellosidades, la submucosa puede presentar pliegues permanentes o pliegues funcionales. En la pared se encuentran también los plexos submucoso y mientérico que constituyen el sistema nervioso entérico que se distribuye a lo largo de todo el tubo digestivo, desde el esófago hasta el ano.
| Tubo digestivo | Mucosa    | Epitelio           |
| Tubo digestivo | Mucosa    | Lámina propia      |
| Tubo digestivo | Mucosa    | Muscularis mucosae |
| Tubo digestivo | Submucosa |                    |
| Tubo digestivo | Muscular  |                    |
| Tubo digestivo | Serosa    |                    |

## Fisiología

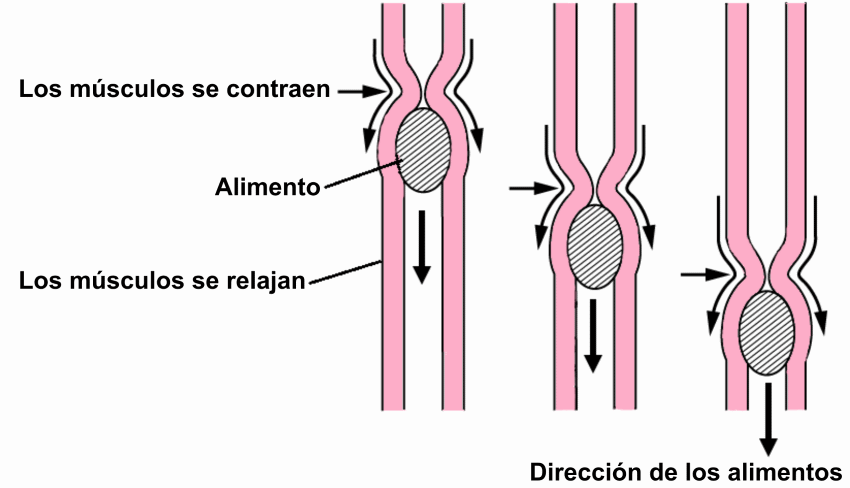
El movimiento peristáltico propulsa los alimentos a través del tubo digestivo

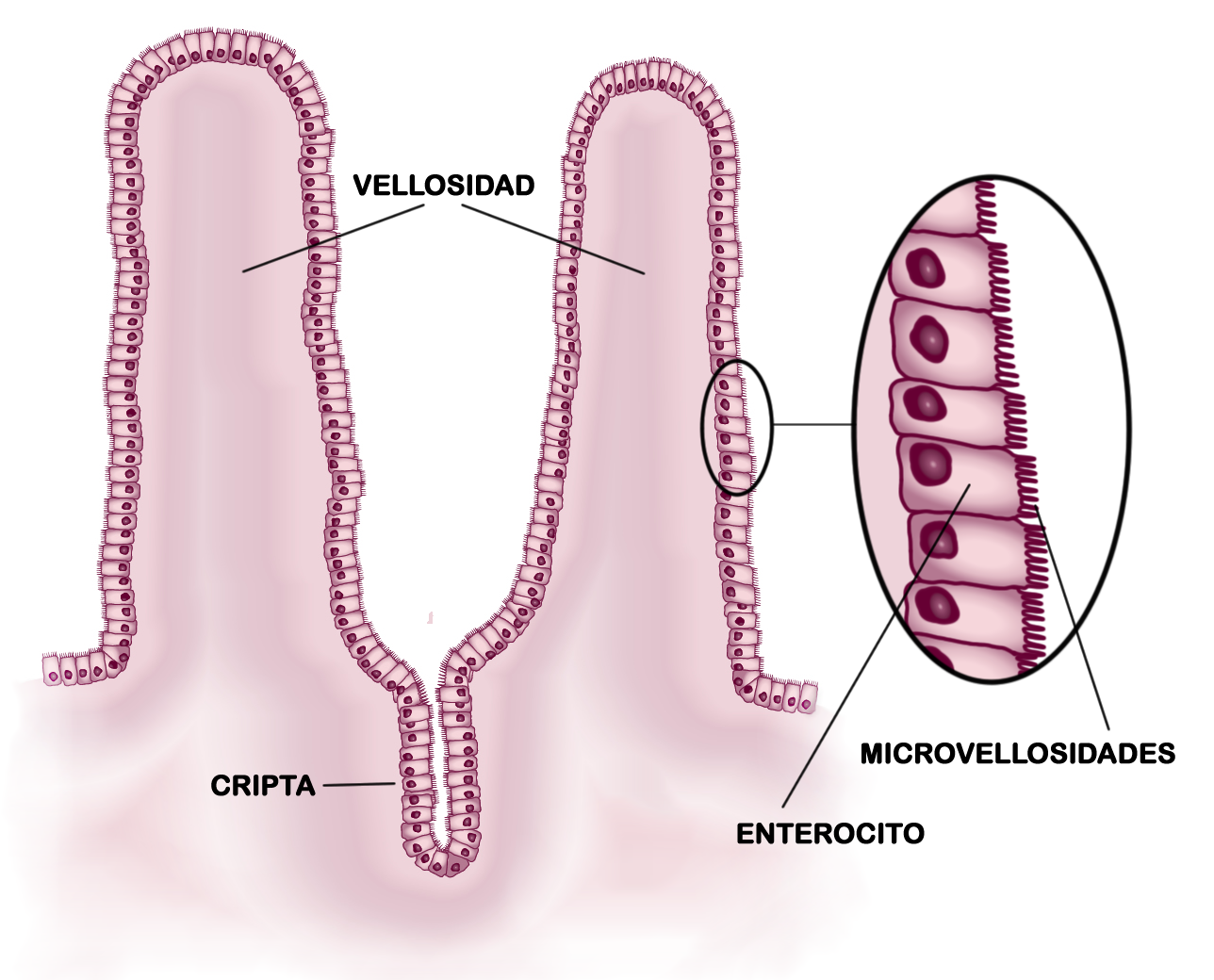
Esquema de la pared del intestino. Pueden observarse las vellosidades y microvellosidades intestinales.

Los alimentos después de ser ingeridos y triturados por los dientes con la ayuda de la saliva producida por las glándulas salivales, forman un bolo alimenticio y pasan por el esófago en su camino hacia el estómago gracias al movimiento peristáltico. Una vez en el estómago, se inicia el proceso de digestión facilitado por el ácido clorhídrico secretado por las células parietales del estómago y las enzimas digestivas. Posteriormente pasan al intestino delgado, donde continúa la degradación química de los alimentos y tiene lugar la absorción de agua y nutrientes que son transportados hacia la sangre y la linfa. Al alcanzar el intestino grueso se acumulan las sustancias de desecho que forman las heces, las cuales se expulsan al exterior a través del ano.
El tubo digestivo es la principal superficie de intercambio entre el medio externo y el interno en los animales vertebrados. En un hombre adulto medio la superficie total de la mucosa gastrointestinal desplegando las microvellosidades intestinales es de alrededor de 350 metros cuadrados. Gracias al tubo digestivo el individuo puede realizar el proceso de nutrición mediante la digestión y absorción de los nutrientes contenidos en los alimentos, pero no es menos importante su función de defensa, pues dispone de sistemas de reconocimiento y rechazo de agentes o sustancias extrañas procedentes del mundo exterior.
El intestino posee en su interior una capa de células que forman una barrera. Su misión es, además de digerir sustancias, actuar defendiendo al organismo del enemigo exterior del ambiente (sustancias que ingerimos y microorganismos presentes en el intestino). Esto lo logra manteniendo cerradas las uniones estrechas intercelulares, para impedir el acceso descontrolado de sustancias, toxinas, químicos, microorganismos y macromoléculas, que de lo contrario podrían pasar al torrente sanguíneo.  Existe un sistema regulador que orquesta el estado de ensamblaje de la red de proteínas de las uniones estrechas intercelulares. Asimismo, juega un papel muy importante la colonización bacteriana que constituye la llamada microflora intestinal formada por bacterias beneficiosas para el organismo. 

### Enzimas digestivas
Las enzimas digestivas son sustancias capaces de romper las grandes moléculas presentes en los alimentos y convertirlas en moléculas más pequeñas que pueden ser absorbidas a través del intestino. Algunas de las más importantes son la lipasa producidas por el páncreas, las proteasas producidas por el estómago y el páncreas que descomponen las proteínas en aminoácidos, la amilasa, la lactasa secretada por el intestino delgado que descompone la lactosa presente en la leche y la sacarasa que actúa sobre la sacarosa y la convierte en glucosa y fructosa.

### Riego sanguíneo

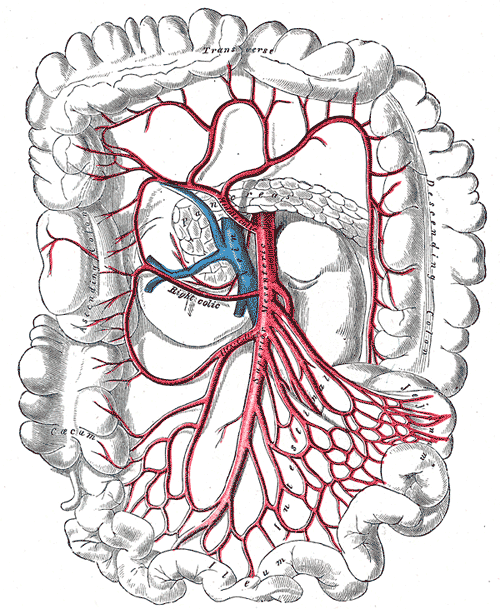
Vista frontal de la arteria mesentérica superior y sus ramas (color rojo).

El riego sanguíneo de los órganos que forman el aparato digestivo procede principalmente de tres ramas de la aorta abdominal:
- Tronco celíaco.
- Arteria mesentérica superior.
- Arteria mesentérica inferior.

## Descripción anatómica y funcional

### Boca y glándulas salivales
La boca o cavidad oral es el lugar por donde los alimentos comienzan su viaje a través del aparato digestivo, contiene diferentes estructuras, entre ellas los dientes que hacen posible la masticación y la lengua. Cerca de la boca se encuentran las glándulas salivales que producen saliva, la cual se mezcla con los alimentos, facilita la masticación, la deglución y ayuda a mantener los dientes limpios.

### Faringe
La faringe es una estructura con forma de tubo, está situada en el cuello y revestida de membrana mucosa; conecta la cavidad bucal y las fosas nasales con el esófago y la laringe respectivamente. Por ella pasan tanto el aire como los alimentos, por lo que forma parte de los aparatos digestivo y respiratorio. Ambas vías quedan separadas por la epiglotis, que actúa como una válvula. En el ser humano la faringe mide unos trece centímetros de largo y se extiende desde la base externa del cráneo hasta la sexta o séptima vértebra cervical, por delante de la columna vertebral.

### Esófago
El esófago es un conducto que se extiende desde la faringe hasta el estómago. De los incisivos al cardias (porción donde el esófago se continúa con el estómago) hay unos 40 cm (centímetros). El esófago empieza en el cuello, atraviesa todo el tórax y pasa al abdomen a través del orificio esofágico del diafragma. Habitualmente es una cavidad virtual (sus paredes se encuentran unidas y solo se abren cuando pasa el bolo alimenticio). El esófago alcanza a medir 25 cm y tiene una estructura formada por dos capas de músculos, que permiten la contracción y relajación en sentido descendente del esófago, estas ondas reciben el nombre de movimientos peristálticos y son las que provocan el avance del alimento hacia el estómago.

### Estómago

Esquema de un estómago humano.

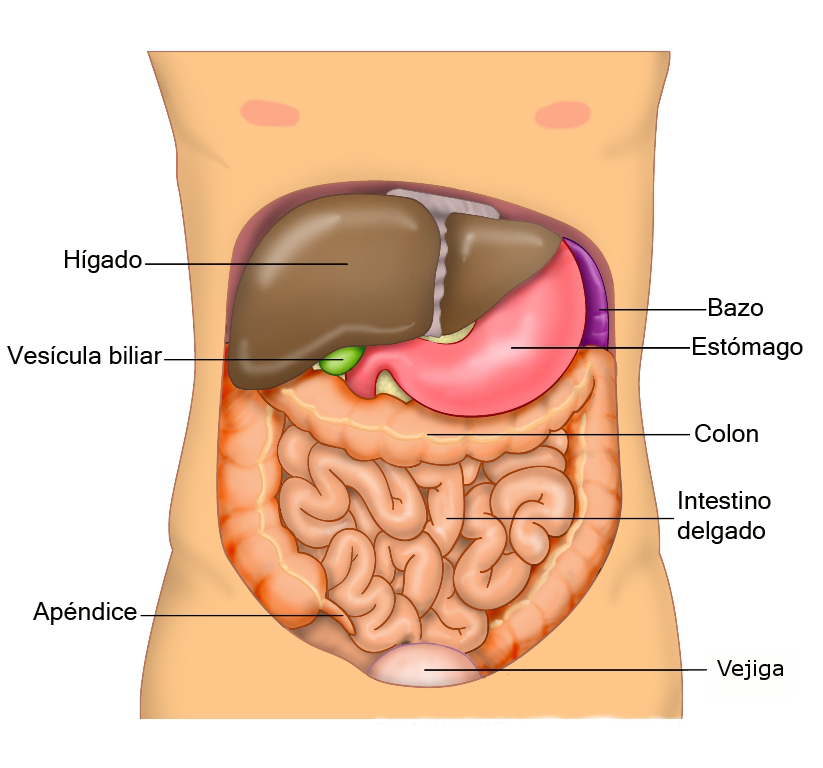
Relación de hígado y estómago

El estómago es un órgano en el que se acumula comida. Varía de forma según el estado de repleción (cantidad de contenido alimenticio presente en la cavidad gástrica) en que se halla, habitualmente tiene forma de «J». Consta de varias partes que son: fundus, cuerpo, antro y píloro. Su borde menos extenso se denomina curvatura menor y la otra, curvatura mayor. El cardias es el límite entre el esófago y el estómago y el píloro es el límite entre el estómago y el intestino delgado. En un individuo de tamaño medio mide aproximadamente 25 cm (centímetros) del cardias al píloro y el diámetro transverso es de 12 cm.
En su interior encontramos principalmente dos tipos de células:
- Células parietales que secretan el ácido clorhídrico (HCl) y el factor intrínseco, una glucoproteína necesaria para la absorción de la vitamina B12 en el intestino delgado.
- Células principales u oxínticas que secretan pepsinógeno, precursor enzimático que se activa con el HCl formando pepsina.

La secreción de jugo gástrico está regulada tanto por el sistema nervioso como por el sistema endocrino, proceso en el que actúan varias sustancias: gastrina, colecistoquinina, secretina y péptido inhibidor gástrico. Cuando la comida llega al estómago, actúa sobre ella el ácido clorhídrico. El ácido clorhídrico degrada las proteínas de los alimentos y activa la pepsina que es una enzima que actúa también sobre las proteínas. En el estómago se secreta también una enzima lipasa que interviene en la degradación de las grasas, pero su papel es muy escaso. Los alimentos mezclados con los jugos gástricos y el moco producido por las células secretoras del estómago forman una sustancia semilíquida que se denomina quimo, la cual avanza hacia el intestino delgado para continuar el proceso de digestión.

### Páncreas

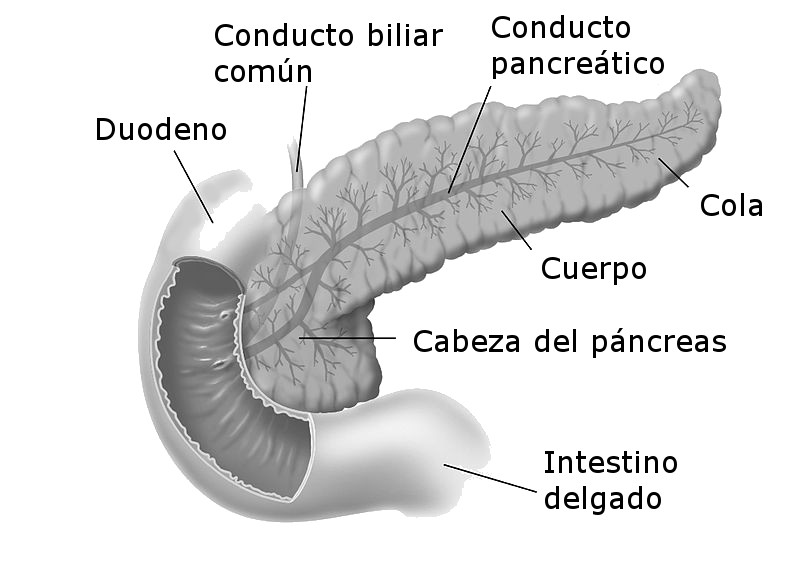
Anatomía del páncreas. Obsérvese el conducto pancreático por el que el jugo pancreático se vierte al duodeno para facilitar la digestión

Es una glándula íntimamente relacionada con el duodeno, produce jugo pancreático que se vierte al intestino a través del conducto pancreático, sus secreciones son de gran importancia en la digestión de los alimentos.

El páncreas segrega también hormonas como la insulina que pasan directamente a sangre y ayudan a controlar el metabolismo de la glucosa.

### Hígado
El hígado es la mayor víscera del cuerpo. Pesa 1,5  kilogramos. Consta de cuatro lóbulos, derecho, izquierdo, cuadrado y caudado; los cuales a su vez se dividen en segmentos.
Las vías biliares son las vías excretoras del hígado, por ellas la bilis es conducida al duodeno. Normalmente los conductos hepáticos derecho e izquierdo confluyen entre sí formando el conducto hepático común. El conducto hepático común, recibe un conducto más fino, el conducto cístico, que proviene de la vesícula biliar. De la reunión de los conductos císticos y el hepático común se forma el colédoco que desemboca en el duodeno junto con el conducto excretor del páncreas.

### Vesícula biliar

Vesícula biliar

La vesícula biliar es una víscera hueca pequeña situada en la cara inferior del hígado. Su función es la de almacenar y concentrar la bilis segregada por el hígado, hasta ser requerida por los procesos de la digestión. Cuando se contrae expulsa la bilis concentrada hacia el duodeno a través del conducto cístico. Es de forma ovalada o ligeramente piriforme y su diámetro mayor oscila entre 5 y 8  cm.

### Intestino delgado

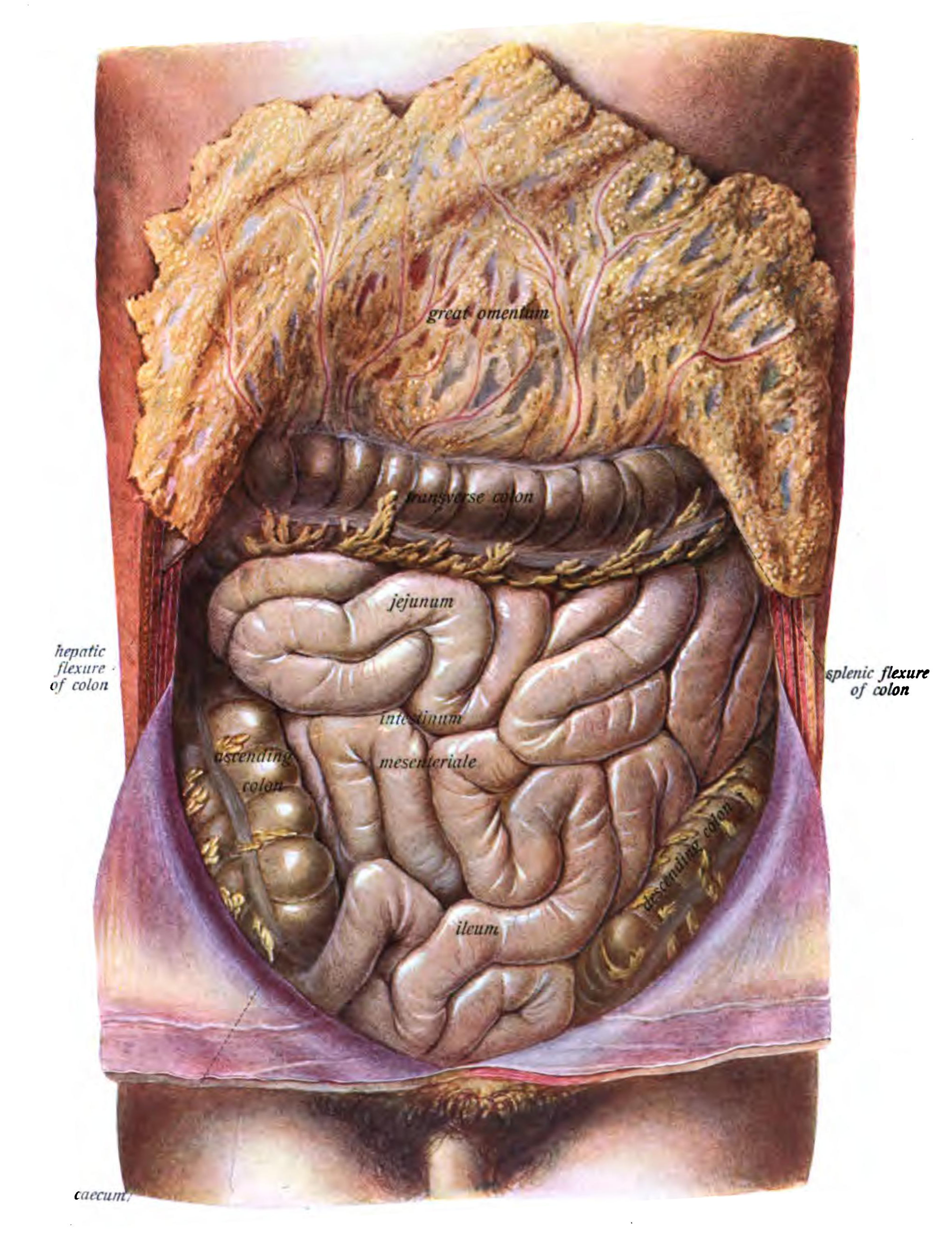
Lámina anatómica en la que se observa el intestino delgado incluyendo el yeyuno y el íleon

El intestino delgado comienza en el duodeno (tras el píloro) y termina en la válvula ileocecal, donde se une a la primera parte del intestino grueso. Mide entre 6 y 7 m (metros) de longitud y de 2.5 a 3 cm (centímetros) de diámetro. Su calibre disminuye progresivamente desde su origen hasta la válvula ileocecal.
En el intestino delgado se absorben los nutrientes de los alimentos ya digeridos. El tubo está repleto de vellosidades que amplían la superficie de absorción. El intestino delgado se divide en dos partes, la primera es el duodeno que tiene una longitud de 30 cm y la segunda es el yeyuno-íleon que mide 6 metros y medio.
- El duodeno es la primera parte del intestino delgado, mide unos 25-30 cm de longitud. El duodeno parte del píloro y termina uniéndose al yeyuno. En el duodeno, se vierten una diversidad de secreciones, como la bilis procedente de la vesícula biliar y el jugo pancreático procedente del páncreas.
- El yeyuno-íleon es una parte del intestino delgado formado por el yeyuno y el íleon. En conjunto mide entre 6 y 7 m, de los cuales los 2/5 proximales corresponden al yeyuno y los 3/5 distales al íleon, no existiendo una separación clara entre las dos porciones.[8] Se caracteriza por presentar unos extremos relativamente fijos: El primero limita con el duodeno y el segundo con la válvula ileocecal y primera porción del ciego. Su calibre disminuye lenta, pero progresivamente en dirección al intestino grueso. El intestino delgado presenta numerosas vellosidades intestinales que aumentan la superficie de absorción intestinal de los nutrientes.

### Intestino grueso

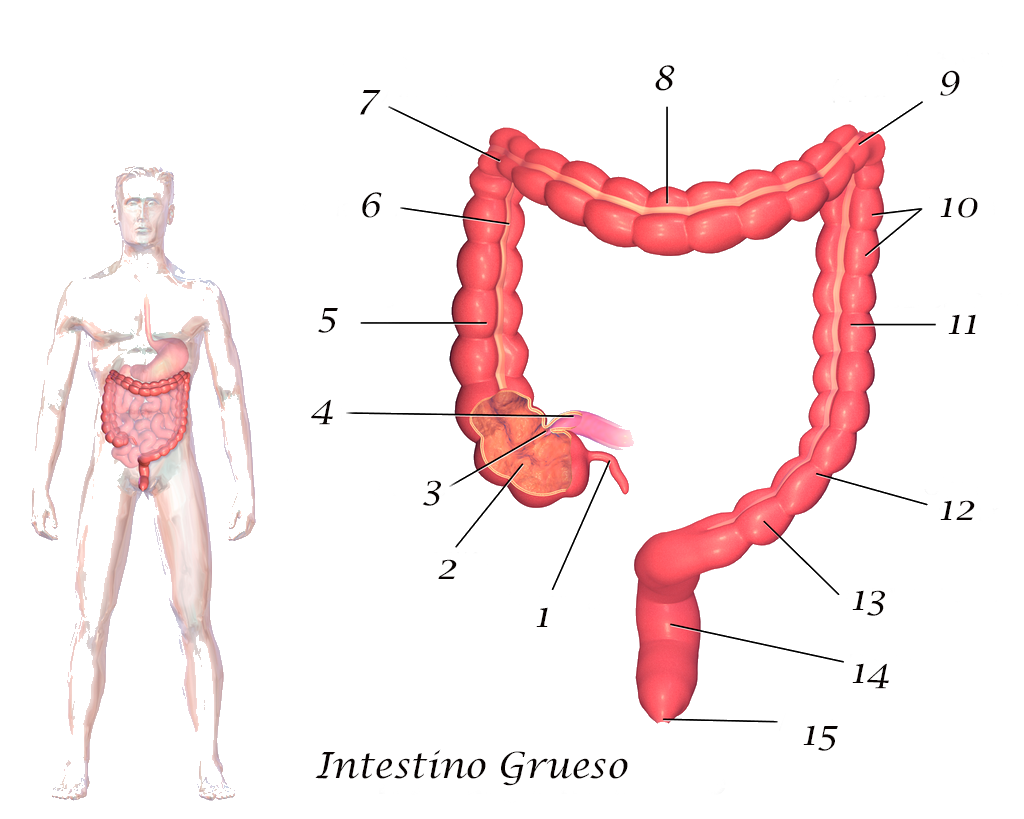
Esquema del intestino grueso. 1.Apéndice vermiforme, 2.ciego, 3.Válvula ileocecal, 4.Íleon (sección final del intestino delgado), 5.Colon ascendente. 6.Taenia coli, 7.Ángulo hepático del colon, 8.Colon transverso, 9.Ángulo esplénico del colon, 10.Haustras, 11.Colon descendente, 12. Flexura sigmoidea, 13.Colon sigmoideo, 14. Recto, 15. Ano.

El intestino grueso se inicia a partir de la válvula ileocecal en un fondo de saco denominado ciego y termina en el recto. Desde el ciego al recto describe una serie de curvas, formando un marco en cuyo centro están las asas del yeyuno e íleon. Su longitud es variable, entre 120 y 160 cm (centímetros), y su calibre disminuye progresivamente, siendo la porción más estrecha la región donde se une con el recto o unión rectosigmoidea en la que su diámetro no suele sobrepasar los 3 cm, mientras que el ciego es de 6 o 7 cm.
El intestino grueso se divide en varias porciones que se denominan ciego, colon, recto y ano. La mayor parte del intestino grueso corresponde al colon, que mide unos 150 cm y se divide, a su vez, en cuatro partes: colon ascendente, con una longitud media de 20-25 cm; colon transverso, con una longitud media de 50 cm; colon descendente, con una longitud media de 10-15 cm; y colon sigmoideo. El recto es la parte terminal del tubo digestivo; tiene una longitud de unos 12 cm.

### Ano
El ano es la abertura final del tracto digestivo. Consta de un esfínter anal externo y otro interno que tienen la función de controlar el proceso de expulsión de las heces al exterior. El funcionamiento inadecuado de los esfínteres del ano puede provocar incontinencia fecal.

## Microbiota intestinal

Microbiota intestinal

Se le conoce también como flora intestinal, y se le define como el conjunto de microorganismos que están presentes en el tracto digestivo. La mayor parte son bacterias no dañinas para la salud que tiene múltiples funciones beneficiosas; algunas plenamente conocidas como la síntesis de vitamina K, o la digestión de los carbohidratos complejos que se encuentran en plantas y frutas, también la microbiota contribuye en la prevención de enfermedades por parte de la inmunidad innata y adaptativa, en la señalización y en la comunicación celular. Se calcula que un individuo normal tiene en su intestino alrededor de 100 billones de bacterias pertenecientes a entre 500 y 1000 especies diferentes.
Varios estudios han concluido que la colonización comienza antes del nacimiento del bebé. En los adultos alrededor del 90% de las bacterias intestinales corresponden a los filos Bacteroidota y Bacillota, el 
10% restante se reparte entre Pseudomonadota, Actinomycetota, Fusobacteriota y Verrucomicrobiota. En la flora intestinal están también presentes levaduras y virus, entre los virus predominan los bacteriófagos que se llaman en conjunto fageoma. Las levaduras son mucho menos abundantes que las bacterias y presentan escasa diversidad, alrededor de 20 especies.

## Desarrollo
El aparato digestivo se origina a partir del tubo digestivo primitivo, el cual se forma de la capa embrionaria conocida como endodermo, sin embargo, la boca procede del ectodermo. El primitivo tubo digestivo se divide en cinco porciones que partiendo de la boca se llaman faringe, intestino anterior, intestino medio, intestino posterior y cloaca.
- Del intestino anterior deriva el esófago, estómago, primera y segunda porción del duodeno, hígado y páncreas.
- Del intestino medio deriva la tercera y cuarta porción del duodeno, yeyuno, íleon, ciego, apéndice vermiforme, colon ascendente y la porción derecha del colon transverso. Estas porciones reciben sangre a partir de la arteria mesentérica superior.
- Del intestino posterior deriva la porción izquierda del colon transverso, colon descendente y colon sigmoideo, todas estas porciones reciben sangre a partir de la arteria mesentérica inferior.
- La cloaca se divide a partir de la quinta semana en dos partes por el tabique urorrectal. La porción anterior se llama seno urogenital, la posterior o seno anorrectal da origen al recto y el ano.

El páncreas se forma a partir de dos esbozos del endodermo que aparecen en la 4.ª y 5.ª semana y acaban por unirse. El hígado tiene un origen embriológico complejo pues las células hepáticas proceden de un esbozo del endodermo, mientras que la cápsula de Glisson y los sinusoides hepáticos proceden del mesodermo.

## Enfermedades del aparato digestivo
Algunas de las enfermedades que le afectan son las siguientes:
- Esofagitis. Consiste en la inflamación o lesión de la mucosa del esófago. La causa más común es reflujo del contenido ácido del estómago hacia el esófago. Puede cursar sin síntomas o causar dolor detrás del esternón.[19]
- Reflujo gastroesofágico. La enfermedad por reflujo gastroesofágico se produce por el flujo patológico del contenido gástrico hacia el esófago. Constituye una de las afecciones del aparato digestivo más frecuentes, afecta a alrededor del 8 % de la población.[20]
- Hernia de hiato. Se produce cuando una porción del estómago se prolapsa al mediastino en el tórax, atravesando el hiato esofágico del diafragma.[21]

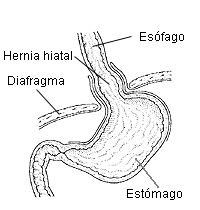

- Esófago de Barrett. Consiste en que el epitelio escamoso estratificado de la porción terminal del esófago es reemplazado por un epitelio cilíndrico. Existe un riesgo aumentado de aparición de cáncer de esófago, aunque los enfermos bajo control endoscópico y tratamiento adecuado pueden minimizar ese riesgo.[22][23]
- Úlcera péptica (UP): Se trata de un defecto o lesión de la mucosa gastrointestinal, que se perpetúa como consecuencia de la actividad ácido-péptica. Las áreas de localización son fundamentalmente el estómago y el bulbo duodenal.[24]
- Pancreatitis. Es un proceso inflamatorio que afecta al páncreas. Puede ser de inicio brusco y recibe el nombre de pancreatitis aguda o de evolución crónica (pancreatitis crónica).[25]
- Colelitiasis. Consiste en la formación de cálculos en las vías biliares o la vesícula biliar.[26]
- Cirrosis hepática. Es una enfermedad crónica que afecta al hígado. Se altera la arquitectura interna del órgano por fibrosis y formación de nódulos de regeneración que acaban por dificultar su función. Una de las causas más comunes es el consumo abusivo de bebidas alcohólicas.[27]

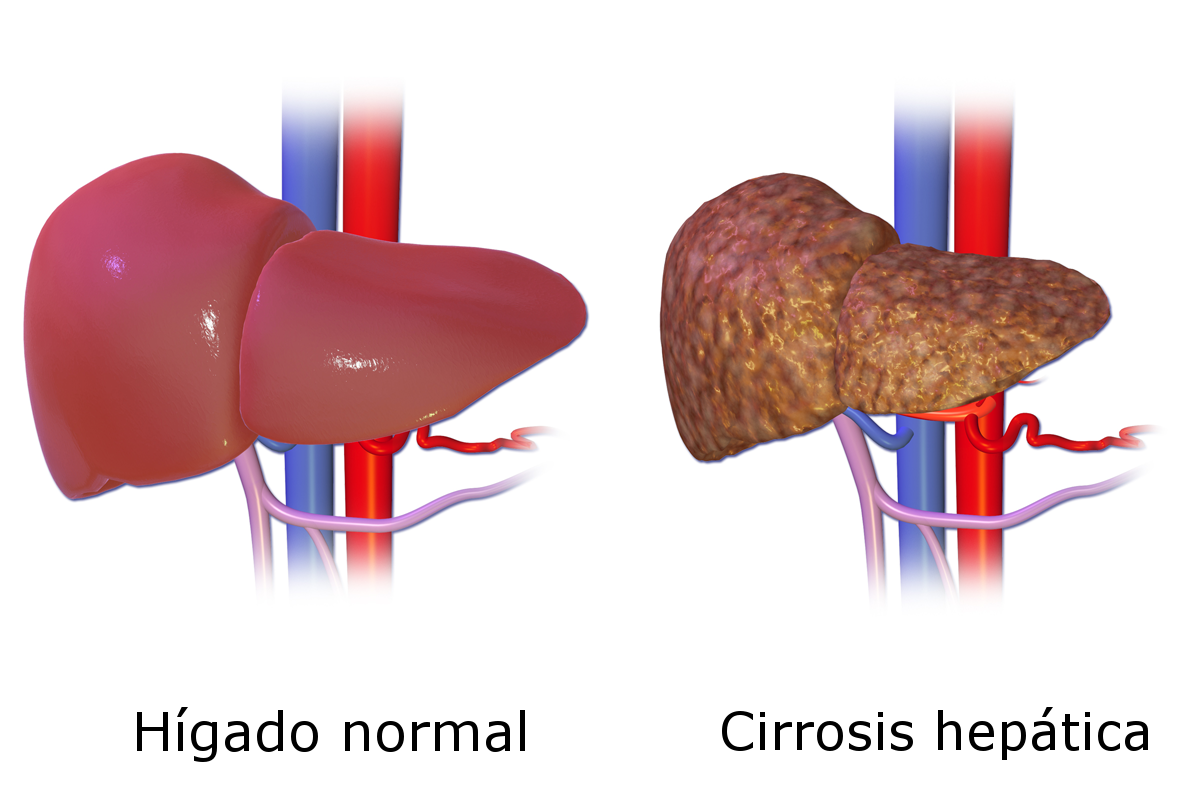
A la izquierda hígado sano y a la derecha hígado con cirrosis.

- Gastroenteritis aguda: Inflamación del intestino provocada por diversas causas, la más frecuente son los rotavirus. Los síntomas principales son diarrea, vómitos y dolor abdominal. Aunque generalmente las manifestaciones son leves, puede provocar graves consecuencias, entre ellas deshidratación, sobre todo en niños pequeños.[28]
- Síndrome del intestino irritable (SII): No es una enfermedad propiamente dicha,[29] sino un conjunto de trastornos funcionales del intestino[30] que se caracterizan por la presencia de episodios recurrentes de dolor abdominal, molestias acompañadas de hinchazón abdominal y alteraciones en la frecuencia y/o en la consistencia de las deposiciones.[29][30]
- Enfermedad celíaca (EC): Es producida por una intolerancia permanente al gluten, en personas con predisposición genética. Es un proceso de naturaleza autoinmune que afecta al intestino y a diversos órganos y sistemas.[31][32][33][34]
- Sensibilidad al gluten no celíaca. Tiene una prevalencia estimada 6-10 veces mayor que la de la enfermedad celíaca. Los pacientes presentan síntomas similares a los de la enfermedad celíaca, que mejoran o desaparecen completamente tras eliminar el gluten de la dieta y reaparecen al volver a ingerirlo.[35][36] [37][38] [39]
- Enfermedad inflamatoria intestinal. Este nombre se emplea para referirse a una serie de procesos inflamatorios que afectan predominantemente al intestino y cursan por brotes. Agrupa varias enfermedades, principalmente la enfermedad de Crohn y la colitis ulcerosa.[40]

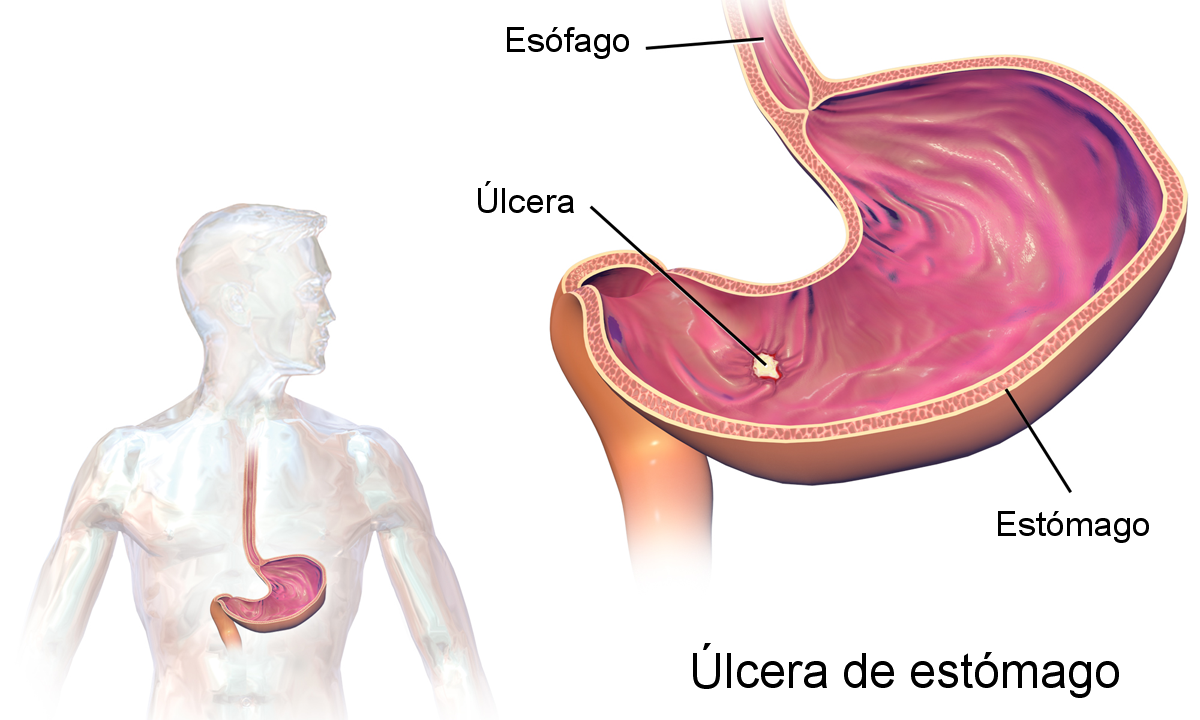
Úlcera péptica que afecta al estómago.

- Intolerancia a la lactosa: es el conjunto de síntomas que aparecen después de la ingestión de lactosa (el azúcar de la leche), tales como dolor abdominal, distensión, borborigmos y diarrea. Se produce en aquellas personas que presentan una deficiencia de lactasa (la enzima que digiere la lactosa).[41][42]
- Cáncer: Diferentes tipos de cáncer pueden afectar a los órganos del aparato digestivo. Algunos de los más frecuentes son:
  - Cáncer de esófago. A nivel mundial el cáncer de esófago es la séptima causa de muerte por cáncer, en 2018 provocó 509 000 fallecimientos. La frecuencia es muy variable dependiendo del área geográfica, la mitad de los casos ocurren en China. Entre los factores que favorecen su aparición se encuentran el consumo de tabaco y alcohol.[43][44]
  - Cáncer de estómago. Más del 90 % de todos los tumores de estómago son adenocarcinomas gástricos, provocados por una compleja interacción entre la infección por Helicobacter pylori, la alimentación y la predisposición genética. Los factores ambientales son responsables del 62 % de los cánceres gástricos y los factores hereditarios del 28 %.[45]
  - Cáncer colorrectal. Es la segunda causa más importante de mortalidad asociada a cáncer en los Estados Unidos.[46]
  - Cáncer de páncreas. Es un proceso muy grave debido a su pronta difusión, falta de síntomas específicos iniciales y la dificultad para realizar un diagnóstico precoz.
  - Cáncer de hígado. El cáncer primario de hígado es el sexto tipo de cáncer más frecuente y el cuarto como causa de mortalidad. A nivel mundial en el año 2018 se diagnosticaron 841 000 casos que provocaron 782 000 muertes. La mayor parte de los casos están relacionados con cirrosis hepática provocada por hepatitis B, hepatitis C o consumo elevado de alcohol.[47][48][49]

## Aparato digestivo en zoología
En todos los vertebrados el aparato digestivo es básicamente un tubo hueco que discurre a lo largo del organismo desde la boca hasta el ano. Sin embargo, existen importantes diferencias dependiendo de la especie animal, entre otras razones por estar adaptadas cada una de ellas a un tipo de alimentación.

### Otros mamíferos
En los rumiantes, por ejemplo, el estómago se divide en varias cámaras, en sucesión continua desde el esófago hasta el duodeno, las cuatro cavidades son: Rumen o panza, redecilla o bonete, omaso o librillo y abomaso, cuajar o estómago verdadero.

### Aves
El aparato digestivo de las aves cuenta con algunos órganos específicos, por ejemplo el buche, que es una bolsa de tejido conectada con el esófago a la altura del cuello, en la que los alimentos ingeridos se almacenan temporalmente antes de pasar al resto del tubo digestivo.

### Reptiles
En los reptiles, el intestino delgado desemboca en el recto y este en la cloaca que se utiliza como desembocadura común tanto del aparato digestivo como del aparato urinario y el sistema reproductor. En muchas especies el estómago puede distenderse enormemente lo que les permite engullir hasta el 70 % de su peso en una sola comida.